# Centaurea decipiens

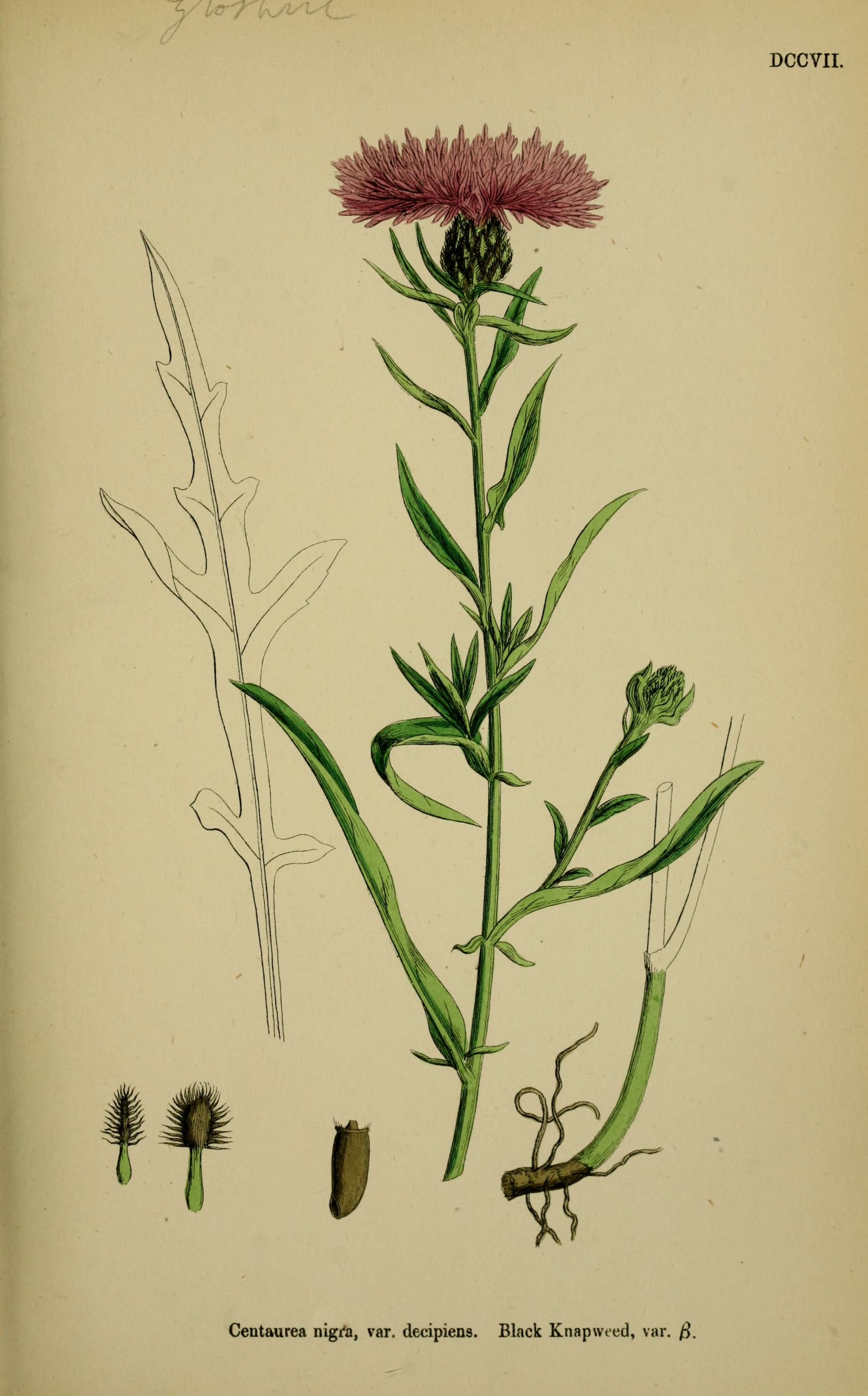
Ілюстрація

Centaurea decipiens — вид квіткових рослин айстрових (Asteraceae). Ареал: Бельгія, Данія, Франція (зокрема, Корсика), Німеччина, Велика Британія, Італія, Нідерланди, Норвегія, Іспанія, Швеція, Швейцарія.